# Джастін Янссен
Джастін Мельтофте Я́нссен (дан. Justin Meltofte Janssen; нар. 25 липня 2006) — данський футболіст, півзахисник клубу «Норшелланн».

## Клубна кар'єра
Займався футболом в системі клубу БК, звідки перейшов до академії «Норшелланна» у віці 8 років. 6 серпня 2024 року підписав з клубом контракт до літа 2028 року.
18 серпня 2024 року дебютував в основному складі «Норшелланна» в матчі Суперліги проти «Сількеборга», вийшовши з перших хвилин гри.
26 липня 2025 року продовжив контракт з клубом до 2029 року.

## Кар'єра в збірній
Виступав за збірні Данії до 18 і до 19 років. В травні 2025 року потрапив в заявку збірної до 19 років на юнацький чемпіонат Європи в Румунії. На турнірі провів три матчі, а його команда не вийшла з групи.

## Статистика виступів
Станом на 10 серпня 2025 
| Клуб              | Сезон             | Чемпіонат         | Чемпіонат | Чемпіонат | Кубок | Кубок | Єврокубки | Єврокубки | Інші  | Інші | Всього | Всього | Всього |
| Клуб              | Сезон             | Дивізіон          | Матчі     | Голи      | Матчі | Голи  | Матчі     | Голи      | Матчі | Голи | Матчі  | Голи   |        |
| ----------------- | ----------------- | ----------------- | --------- | --------- | ----- | ----- | --------- | --------- | ----- | ---- | ------ | ------ | ------ |
| Норшелланн        | 2024–25           | Суперліга         | 12        | 0         | 1     | 0     | —         | —         | —     | —    | 13     | 0      |        |
| Норшелланн        | 2025–26           | Суперліга         | 4         | 0         | 0     | 0     | —         | —         | —     | —    | 4      | 0      |        |
| Всього за кар'єру | Всього за кар'єру | Всього за кар'єру | 16        | 0         | 0     | 0     | 0         | 0         | 0     | 0    | 17     | 0      |        |